# I'll Be Holding On
«I'll Be Holding On» es una canción escrita por Al Downing y Lance Quinn, e interpretada por Downing. Se publicó en marzo de 1974 como un sencillo sin álbum.

## Recepción de la crítica
Un escritor no especificado de la revista Billboard describió «I'll Be Holding On» como “una canción soul alegre y vivaz hecha de manera experta por este excelente vocalista con un sonido instrumental contundente”.

## Lista de canciones
Todas las canciones escritas y compuestas por Al Downing y Lance Quinn.
1. «I'll Be Holding On» – 2:50
2. «Hands» – 2:23

## Remezcla de Tom Moulton
Una versión diferente de esta canción fue remezclada por el productor estadounidense Tom Moulton. Titulada «I'll Be Holding On (Disco Mix)», fue publicada en octubre de 1974 a través de Chess Records. La versión de música disco tiene un tiempo de ejecución más largo, con una duración de 5 minutos y 35 segundos, así como un prominente solo de banjo al final de la canción.
La versión extendida se publicó en el álbum recopilatorio A Tom Moulton Mix (2006).

## Posicionamiento
| Gráfica (1974–75)                               | Pico de posición |
| ----------------------------------------------- | ---------------- |
| Estados Unidos (Billboard Hot 100)              | 85               |
| Estados Unidos (Billboard Hot Soul Singles)     | 31               |
| Estados Unidos (Billboard Disco Action)         | 1                |
| Estados Unidos (Cash Box Top 100 Singles)       | 71               |
| Estados Unidos (Cash Box R&B Top 70)            | 35               |
| Estados Unidos (Record World Singles Chart)     | 48               |
| Estados Unidos (Record World R&B Singles Chart) | 30               |